# Pabellón criollo

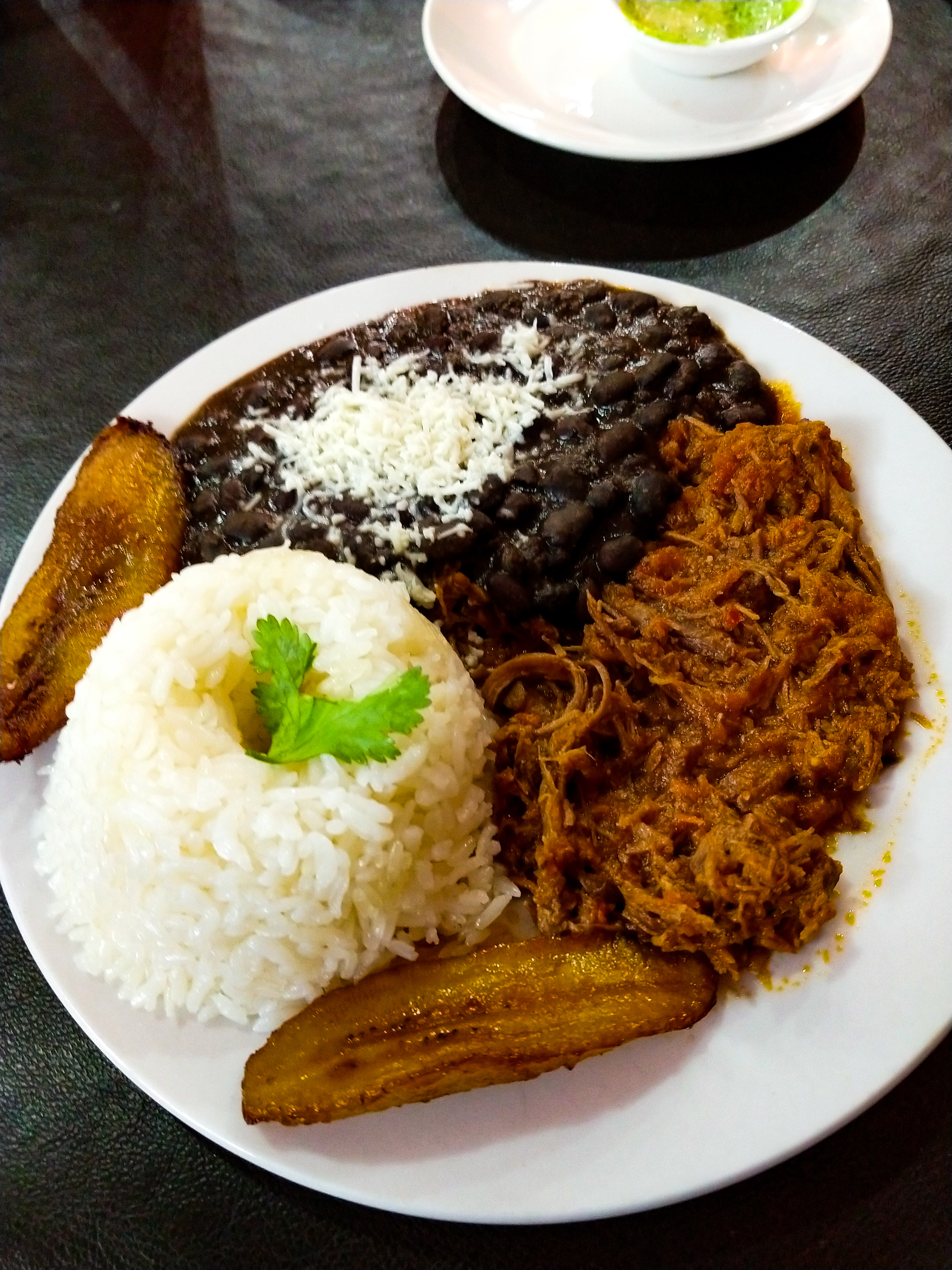
Mongetes negres amb quello ratllat, carn triturada, rodanxes de plàtan i arròs

El pabellón criollo és un plat tradicional de Veneçuela reconegut com el plat nacional per excel·lència que forma part de la gastronomia veneçolana.
El pabellón criollo tradicional està compost per arròs blanc cuit, carn mechada, fesols negres "refregits" (guisades i després sofregits en mantega o oli) i rodanxes de plàtan madur fregit.
La història del pabellón data dels temps de la colònia, probablement del segle xviii, i segons s'explica és bàsicament una reunió de "sobres" de menjars anteriors realitzada pels esclaus de les hisendes: així la carn, l'arròs i els fesols negres generalment dataven d'un dia anterior o dos, sent les rodanxes de plàtan l'única cosa que es preparava al moment.
Se sol fer referència al fet que el plat representa les tres grans cultures veneçolanes: europea (blanc: arròs), indígena (moreno: carn) i africana (negre: fesols negres). No obstant aquesta afirmació és merament poètica i es basa en el color dels productes. L'arròs és oriünd d'Àsia i els fesols de Centreamèrica.

## Variacions
Existeixen variacions del plat original:
- Pabellón con baranda: les rodanxes de plàtan són disposades al voltant del plat formant una baranda.
- Pabellón a caballo: a més dels ingredients anteriorment esmentats, s'afegeix un ou de gallina fregit.
- Pabellón con arepas: generalment es menja de desdejuni, i consisteix a substituir l'arròs blanc per arepas, es pot acompanyar de formatge blanc ratllat, alvocat amb sal i fins i tot uns ous regirats. També es coneix com a pavelló mañanero.
- Pabellón vegetariano: existeix una variació del pabellóncrioll per a les persones que no mengen carn, i és que se substitueix la carn desmechada gairebé sempre per albergínies. Una altra variant consisteix a tallar en tires fines la pela d'un plàtan "pintón" (entre verd i madur) prèviament bullit i guisar-les amb el sofregit.[3]
- En els Llanos és usual afegir formatge blanc dur ratllat al plàtan i els fesols negres, i fer la carn desmechada amb trossos d'animals de caça com cérvol, capibara o llepassa.
- A l'occident del país i en els Llanos Centrales, a vegades se sol canviar l'arròs per espagueti i s'acompanya amb un ou de gallina fregit. En aquest cas s'anomena pabellón alterado.
- Pabellón margariteño: a Orient i les regions costaneres s'afegeix sucre als fesols negres i a vegades la carn desmechada se substitueix per peixos o mariscos preparats de la mateixa manera (especialment a l'Illa de Margarita, on se serveix cazón —cria de tauró— desfilat i guisat).
- A l'estat de Lara, se substitueix la tradicional carn desmechada per carn esfilegada i fregida de bestiar caprí, la qual s'anomena pata e'grillo.
- Als Andes i part del Zulia s'usen patacons de plàtan verd en comptes de rodanxes de plàtan madur.
- Al Zulia la carn desmechada també pot ser preparada amb coco.
- També existeix una variant poc comuna en la qual les rodanxes de plàtan se substitueixen per plàtan madur fornejat o rostit, el qual s'empolvora amb formatge blanc dur rallado. Una altra variant també poc comuna és substituir la carn mechada per carn picada guisada.